# May Cutler
May Cutler (Montreal, 4 de setembro de 1923 - Montreal, 3 de março de 2011) foi uma escritora, jornalista e editora canadense. Cutler fundou a Tundra Books em seu porão, em 1967, tornando-se a primeira mulher editora do Canadá, especializada em livros infantis. Cutler também cumpriu um mandato de quatro anos como a primeira prefeita do sexo feminino de Westmount, Quebec, no período de 1987 a 1991.